# 岡崎平夫
岡崎 平夫（おかざき ひらお、1909年（明治42年）2月1日 - 1993年（平成5年）12月27日）は、日本の政治家。第22 - 26代岡山市長で、歴代最多の5期務めた。岡山市名誉市民。

## 経歴・人物
旧制府中中学校（現・広島県立府中高等学校）を第1期生として卒業。同級に江草隆繁、浦上豊ら。徳島高等工業学校（現・徳島大学）卒業後、大阪市水道局に就職したが応召、ボルネオで終戦を迎えた。帰国を待つ間に大腸ガンを2度手術、1946年病院船で帰国。
戦後の1947年、大阪に水道工事会社を設立後、翌1948年吹田市水道部長に転職。1952年関西大学第二部法学部を卒業。岡山市水道局長を経て、1963年岡山市長に初当選、以来連続5期20年在任し、歴代の岡山市長では最も長く市長を務めた。
「緑と花・光と水」という市政運営コンセプトを掲げて、足掛け10年を費やし西川緑道公園・枝川緑道公園を完成させた。
また周辺の市町村合併を積極的に進め、就任の間に政令指定都市の法定人口の要件である人口50万人を達成させた。
「岡山県南政令指定都市構想を参照」
1965年、岡山市ジュニアオーケストラ創設。1974年日本下水道協会初代会長、1979年から2期4年間全国市長会会長を務め、今なおその業績への評価は高い。村田吉隆は甥にあたる。

## 略歴
- 1909年2月 広島県芦品郡新市町（現・福山市）で生まれる。
- 1963年5月 第22代の市長選にて初当選し、岡山市長に就任。
- 1967年5月 第23代の市長選にて再選。2期目を務める。
- 1969年 西大寺市（現・東区）を編入合併させる。
- 1971年1～5月 一宮町・津高町・高松町・吉備町・足守町（以上、現・北区）・上道町（現・東区）・妹尾町・福田村・興除村（以上、現・南区）を編入合併させる。
- 1971年5月 第24代の市長選にて再選。3期目を務める。
- 1975年5月 藤田村（現・南区）を編入合併させる。
- 1975年5月 第25代の市長選にて再選。4期目を務める。
- 1979年5月 第26代の市長選にて再選。5期目を務める。
- 1983年4月 5期20年務めた市長職を退任。
- 1993年12月 84歳で死去。